# Synopsis der Deutschen und Schweizer Flora 2
Synopsis der Deutschen und Schweizer Flora 2 (abreviado Syn. Deut. Schweiz. Fl., ed. 2) es un libro con ilustraciones y descripciones botánicas que fue escrito por el botánico, clérigo, evangélico, educador, naturalista alemán Johann Friedrich Wilhelm Koch y publicado en Leipzig en 7 partes en los años 1846 - 1847 con el nombre de Synopsis der Deutschen und Schweizer Flora, enthaltend die genauer bekannten phanerogamischen gewächse, so wie die cryptogamischen gefäss-pflanzen, welche in Deutschland, der Schweiz, in Preussen und Istrien wild wachsen, Edition 2.

## Publicación
Edition 2, 
- Parte nº 1, 2-4 Apr 1846;
- Parte nº 2, 15-17 Jun 1846;
- Parte nº 3, 23-26 Jul 1846;
- Parte nº 4, 15-17 Oct 1846;
- Parte nº 5,/6, 21 Dec 1846;
- Parte nº 7, 1-3 Jul 1847